# Oberasbach
Oberasbach là một đô thị in the huyện Fürth, trong bang Bayern, nước Đức. Đô thị Oberasbach có diện tích 12,11 km², dân số thời điểm 31 tháng 12 năm 2006 là 17.048 người. Đô thị Oberasbach có cự ly 6 km về phía tây nam Fürth, và 10 km về phía tây trung tâm Nuremberg.

## Thành phố kết nghĩa
- Niederwürschnitz, Đức
- Oława, Ba Lan
- Riolo Terme, Ý